# Cibórz (osada w województwie warmińsko-mazurskim)
Cibórz – dawna osada w Polsce położona w województwie warmińsko-mazurskim, w powiecie działdowskim, w gminie Lidzbark.
W latach 1975–1998 miejscowość należała administracyjnie do województwa ciechanowskiego.
Nazwę zniesiono z 2023 r.